# R Кассиопеи
R Кассиопеи (R Cas) — звезда созвездия Кассиопеи.
R Кассиопеи является красным гигантом М-класса с радиусом 500 солнечных и усредненной видимой звездной величиной +9,97. Является переменной звездой типа Мира, её яркость изменяется от величины +4,7 до +13,5 в течение 430,5 дней. Звезда расположена примерно в 348 световых лет от Земли.